# Catedral metropolitana de Portoviejo
La Catedral Metropolitana de Portoviejo oficialmente Catedral Metropolitana de "Jesús el Buen Pastor" es una Catedral Ecuatoriana que se encuentra ubicada en la calle Alajuela entre la Av. Universitaria y Morales, frente al parque Eloy Alfaro de Portoviejo en Ecuador.

## Historia
Su historia se remonta a 1871.
Su construcción se inició en 1956, y se terminó con la ayuda de los obispos de Alemania. 
Siguió su construcción en 1624.
Fue inaugurada en 1980, por el entonces Obispo de Portoviejo, Luis Alfredo Carvajal.
Está considerada como una obra maravillosa y arquitectónica.

### Rito
La iglesia sigue el rito romano y es la sede de la Arquidiócesis de Portoviejo.

### Cuidado pastoral
Esta bajo la responsabilidad pastoral del Arzobispo, Eduardo Castillo Pino.
Y también del Párroco, P. José Ureta Morales.